# Hronské Kľačany
Hronské Kľačany es un municipio del distrito de Levice en la región de Nitra, Eslovaquia, con una población estimada a final del año 2024 de 1400 habitantes.
Se encuentra ubicado al este de la región, cerca de los ríos Ipoly y Hron (ambos, afluentes izquierdos del Danubio) y de la frontera con la región de Banská Bystrica.

## Demografía
| Año        | 1994 | 2004    | 2014    | 2024    |
| ---------- | ---- | ------- | ------- | ------- |
| Población  | 1495 | 1438    | 1451    | 1400    |
| Diferencia |      | −3,81 % | +0,90 % | −3,51 % |

| Año        | 2023 | 2024    |
| ---------- | ---- | ------- |
| Población  | 1394 | 1400    |
| Diferencia |      | +0,43 % |